# Cathédrale du Bon-Pasteur de Saint-Sébastien
La cathédrale du Bon-Pasteur est l'un des principaux sanctuaires catholiques de la ville de Saint-Sébastien, l'une des trois principales agglomérations de la communauté autonome du Pays basque, dans la province du Guipuscoa.
Édifiée entre 1889 et 1897 au cœur du quartier de Amara, elle est initialement une église paroissiale. Elle est vouée au Bon-Pasteur, figure évangélique de Jésus.
Elle devient officiellement cathédrale lors de la création du diocèse de Saint-Sébastien, le 2 décembre 1949.
Œuvre de l'architecte local Manuel de Echave, elle se dresse au centre de la place du Bon Pasteur.

## Histoire
Tandis que la ville de Saint-Sébastien entame une période de croissance démographique dans la seconde moitié du XIXe siècle, il apparaît très vite comme nécessaire aux pouvoirs publics de l'époque de développer de nouveaux quartiers en périphérie de l'ancien centre-ville.
Ceux-ci sont appelés « Ensanches » en castillan, et se retrouvent dans plusieurs autres villes de la péninsule confrontées au même problème. C'est ainsi que se développe le nouveau quartier - ou ensanche - de Amara.
En 1887, la municipalité cède une parcelle de terrain au cœur du quartier en développement afin de pourvoir celui-ci d'un lieu de culte. Fréquemment inondée par la rivière adjacente - le fleuve Urumea -, des travaux d'assèchement sont préalablement entrepris.
Au terme d'un concours lancé en parallèle, c'est le projet de l'architecte Manuel de Echave, originaire de la ville, qui est finalement sélectionné en 1888. Quelques mois plus tard, la cérémonie de pose de la première pierre marque le début des travaux, lesquels débutent en 1889.
Huit ans sont nécessaires à l'achèvement de l'édifice : son inauguration officielle intervient en 1897, en présence du roi Alphonse XIII et de la reine mère Marie-Christine, née Habsbourg-Lorraine.
De simple paroisse dépendant de l'évêché de Vitoria, l'église du Bon Pasteur devient cathédrale du nouveau diocèse de Saint-Sébastien lors de la création de celui-ci. Annoncée le 2 décembre 1949, elle devient effective le 1er juillet 1950 à la suite de la publication de la bulle « Quo commodius » par le pape Pie XII.
Ceci détermine un réaménagement de l'espace intérieur au cours des années suivantes : ainsi est retiré le maître-autel néo-gothique, jugé trop imposant. Celui-ci est remplacé par un autel plus sobre, tandis que des stalles sont aménagées dans l'abside en 1953.
Dans le même temps, une statue du « Bon berger » (Buen Pastor) est installée en surplomb de l'autel.

## Architecture

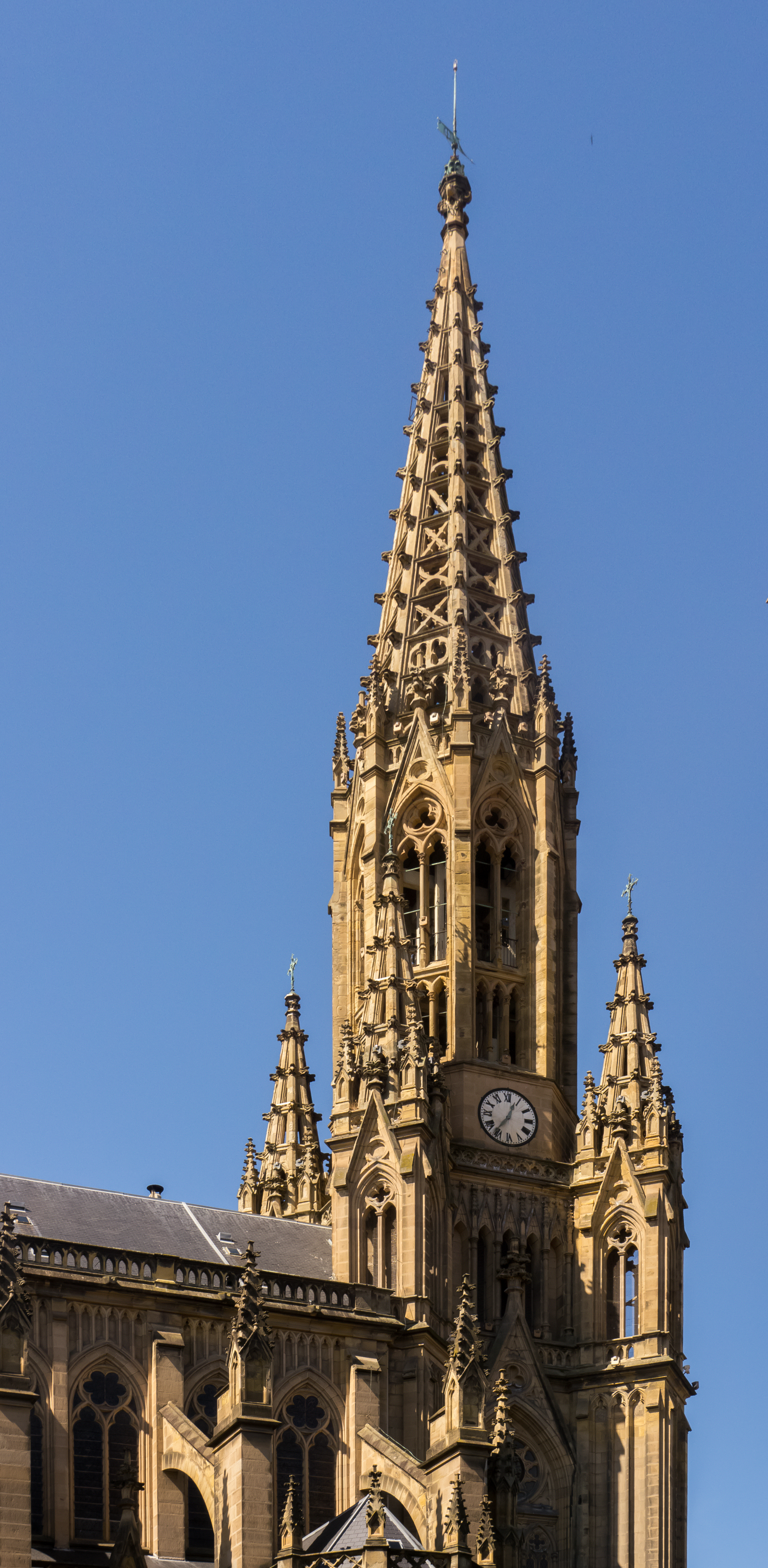
Le clocher de la cathédrale.

La cathédrale est un édifice de style néo-gothique dessiné par l'architecte Manuel de Echave, qui s'inspire pour ce faire de l'architecture religieuse allemande, notamment de la célèbre cathédrale de Cologne. Cette cathédrale est surtout très proche de celle de Fribourg, en particulier pour sa façade occidentale avec son unique tour.

Basée sur un plan en forme de croix latine, la nef est bordée de bas-côtés (triple vaisseau), ceux-ci étant doublés au niveau de l'abside (quintuple vaisseau). Néanmoins, au contraire de nombre de cathédrales de la région, l'abside est dépourvue de déambulatoire.
La longueur totale de la nef est de 64 mètres, pour une hauteur sous voûte de 25 mètres. L'ensemble du sanctuaire est couvert de croisées d'ogives.
De larges baies géminées surmontées d'oculi polylobés servent d'écrin aux vitraux réalisés par Juan Bautista Lázaro. Ceux-ci sont ornés de figures géométriques dans la nef, tandis que le chœur accueille des représentations des douze apôtres.
Parmi les œuvres remarquables de la cathédrale figurent également deux retables en bois, lesquels ornent les croisillons. Ainsi le croisillon sud accueille-t-il une « Immaculée conception de Marie » (Inmaculada Concepción de María), tandis qu'à l'opposé, le croisillon nord abrite le « Sacré-Cœur de Jésus » (Sagrado Corazón de Jesús). Ce dernier est composé de trois statues polychromes surmontant le monogramme du Christ - IHS pour « Iesus, Hominum Salvator » (« Jésus, sauveur des hommes ») - et l'inscription latine « Venite ad me » (« Venez à moi »).
Le croisillon nord accueille également une sculpture représentant les quatre évangélistes, œuvre du célèbre sculpteur moderniste catalan José Llimona.
À l'extérieur, la cathédrale est dominée par un clocher abondamment sculpté, cantonné de pinacles et surmonté d'une flèche octogonale ajourée formant une véritable « dentelle de pierre ».
Haute de 75 mètres, elle domine les quartiers alentour. Dessinée par Manuel de Echave, elle est finalement complétée en 1899 par l'architecte Ramón Cortázar.
De part et d'autre de l'édifice, arcs-boutants, pinacles et gargouilles employés à profusion sont caractéristiques de l'architecture néo-gothique.

## Galerie

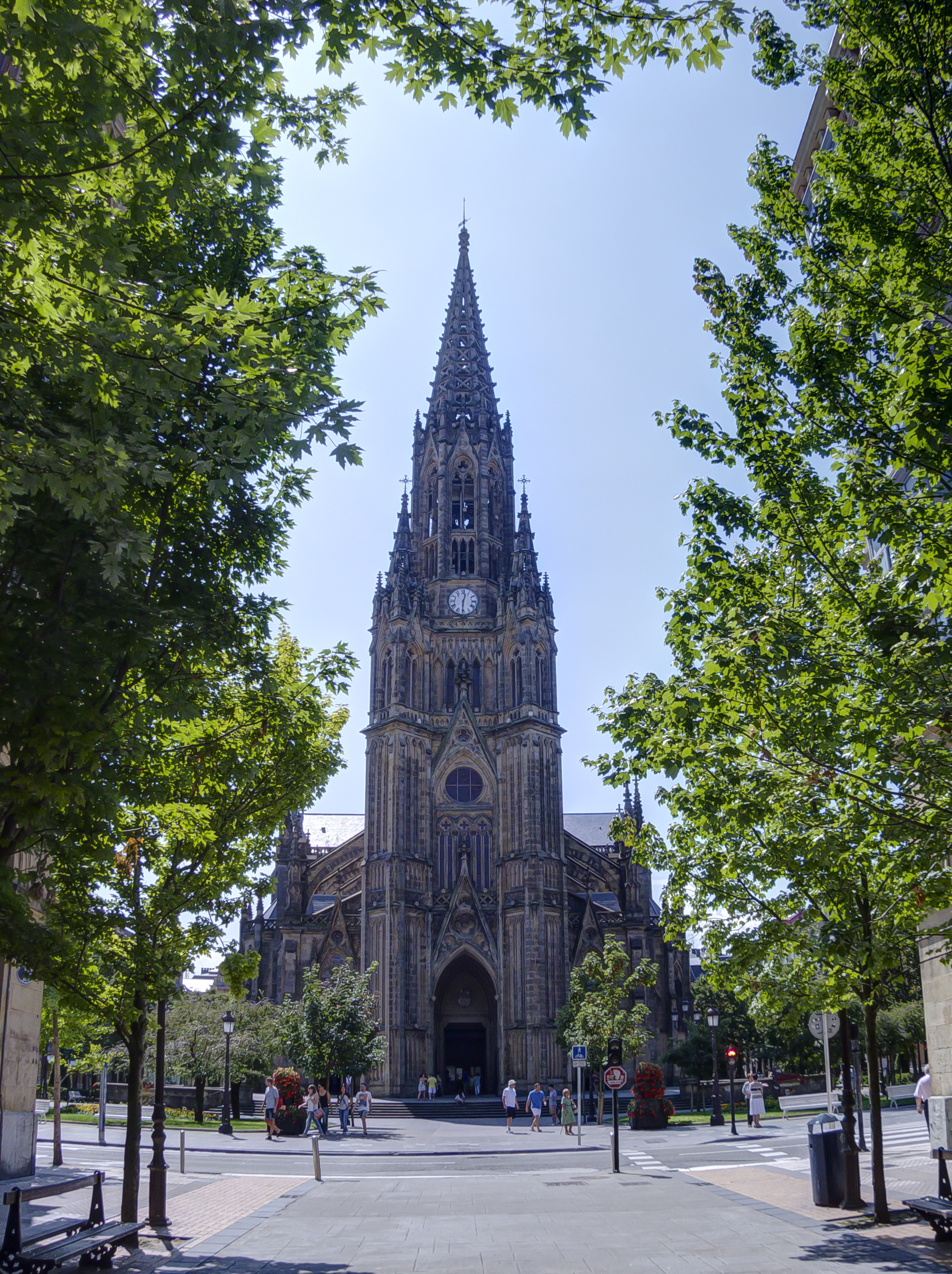
Cathédrale du Bon-Pasteur.
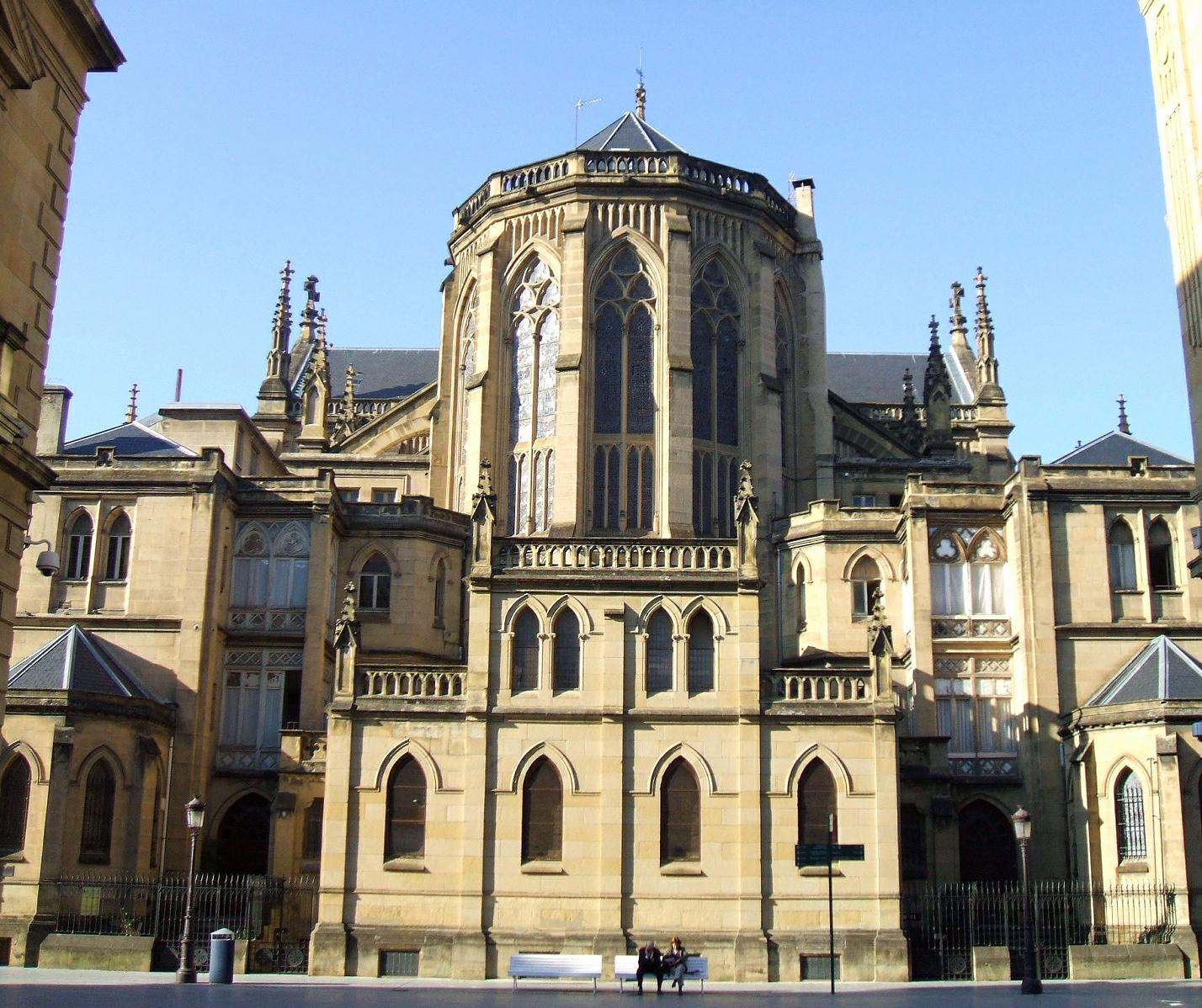
Abside.
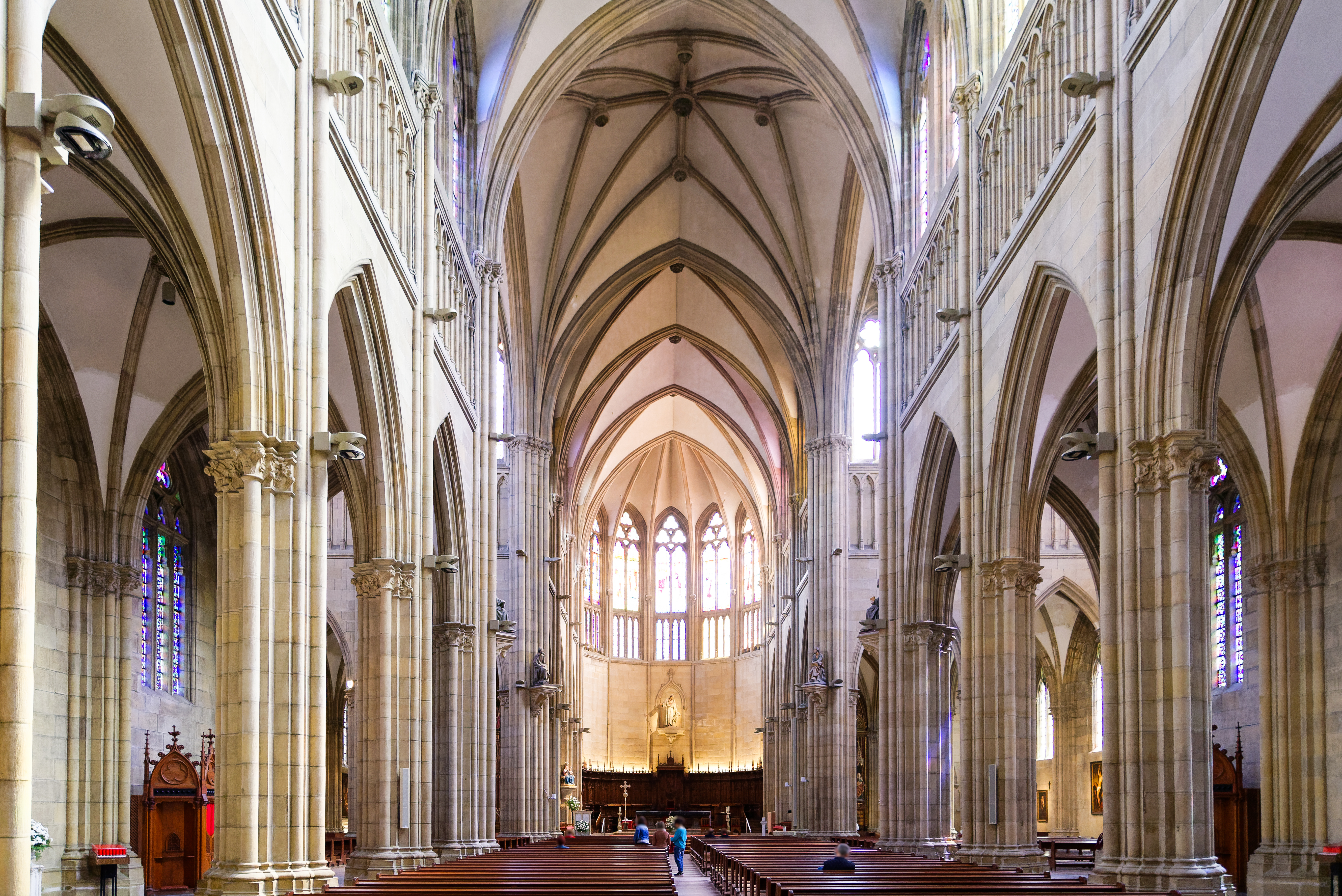
Chœur.
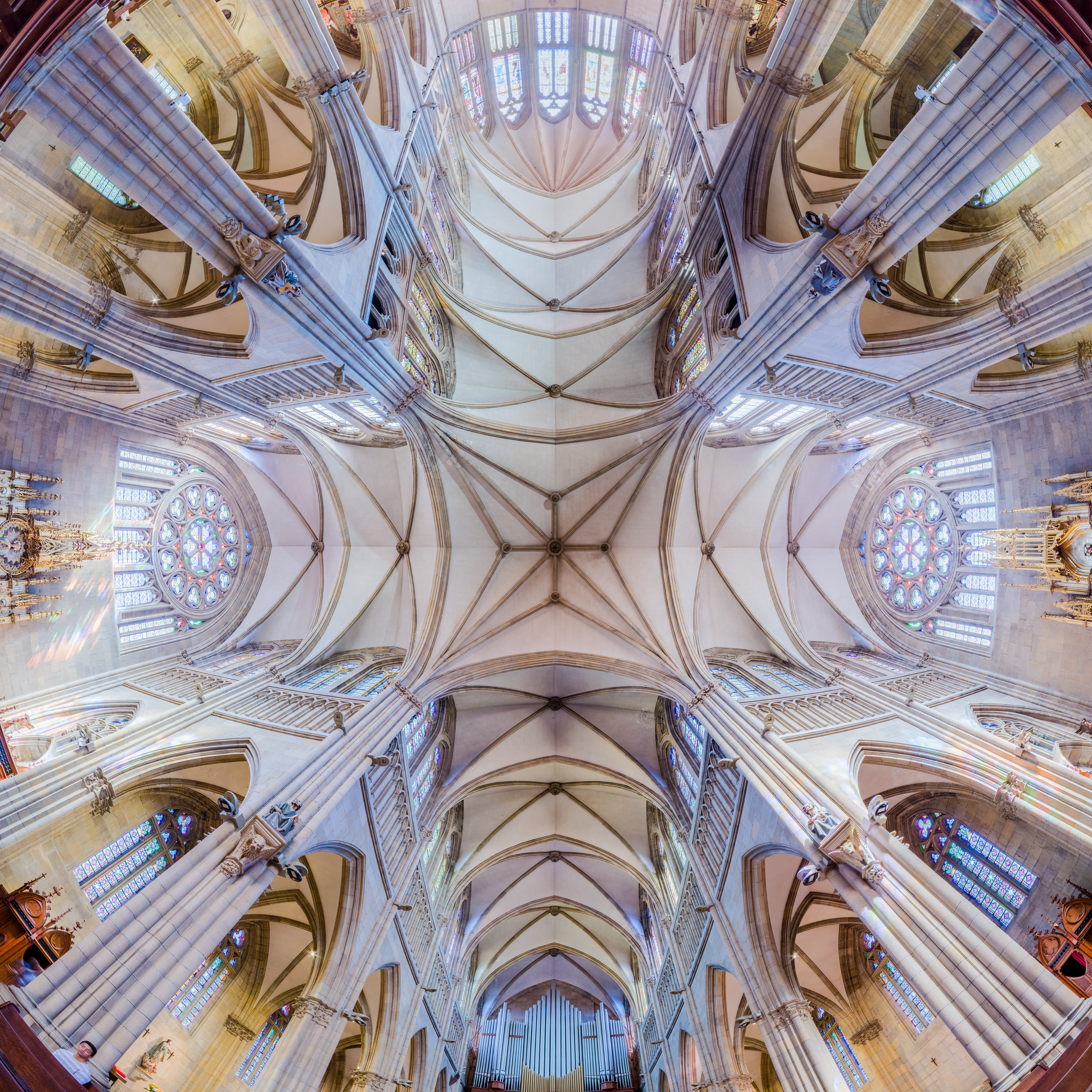
Vue grand-angle du plafond de la cathédrale.
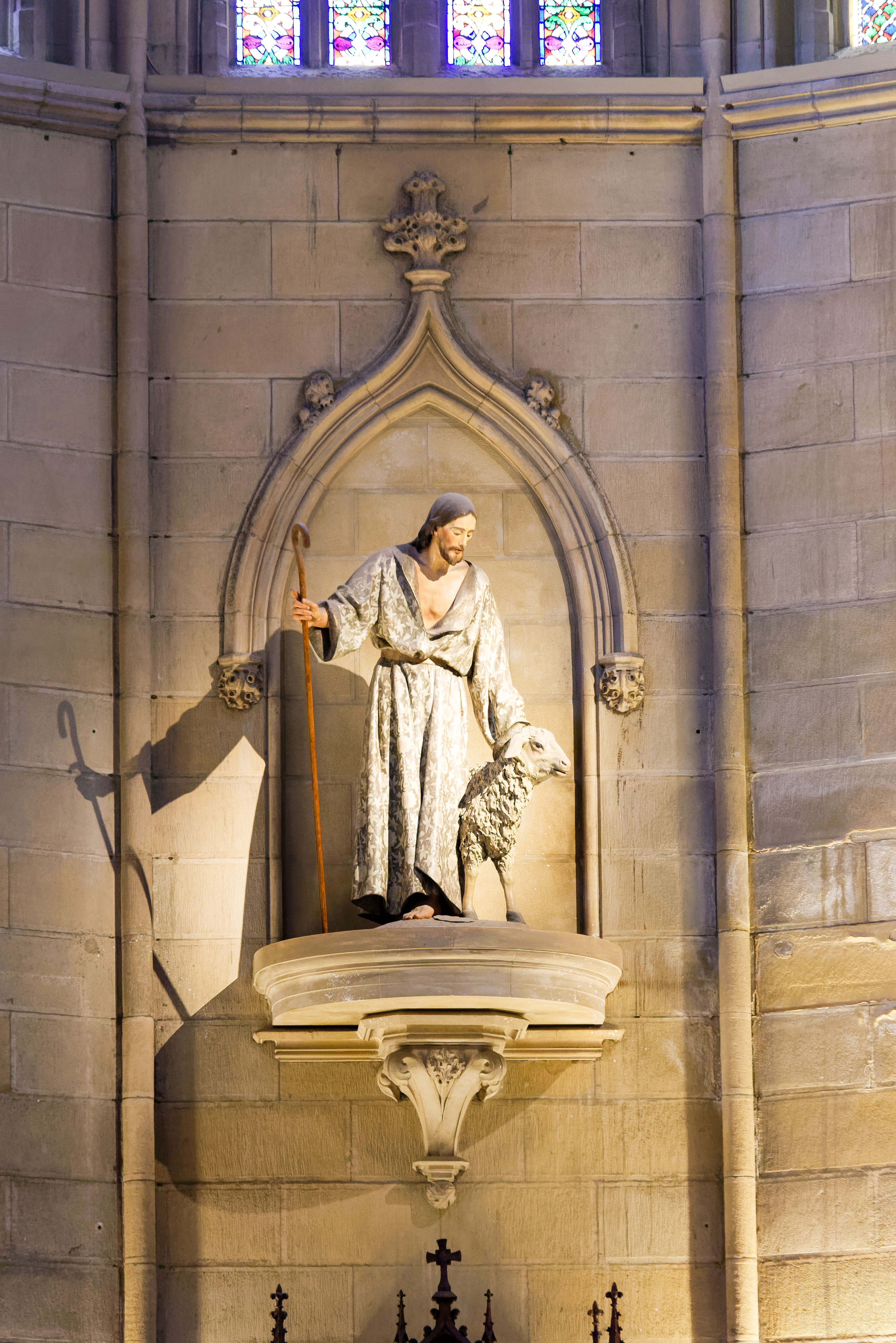
Le Christ Bon-Pasteur
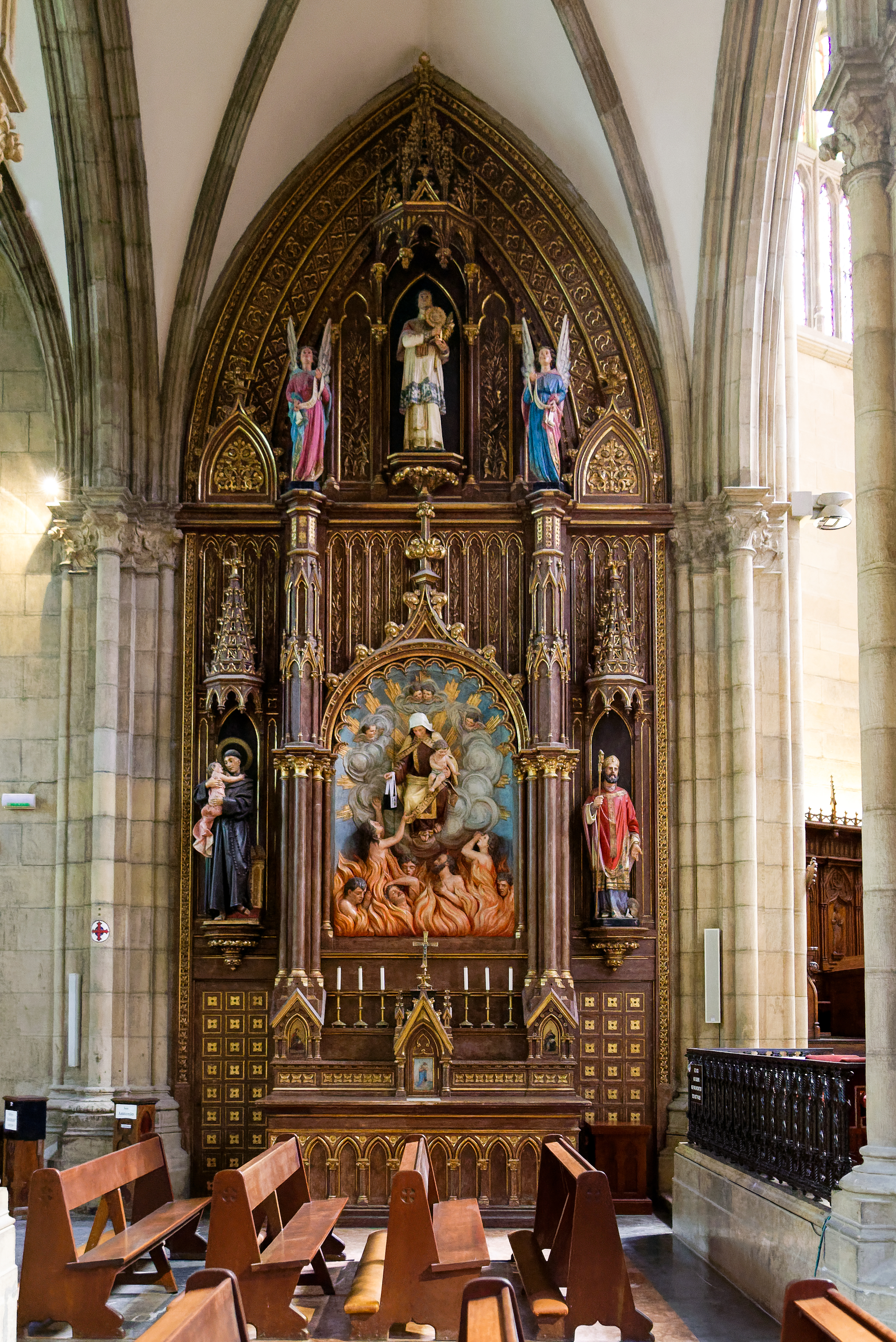
Retable Notre-Dame du Mont-Carmel.
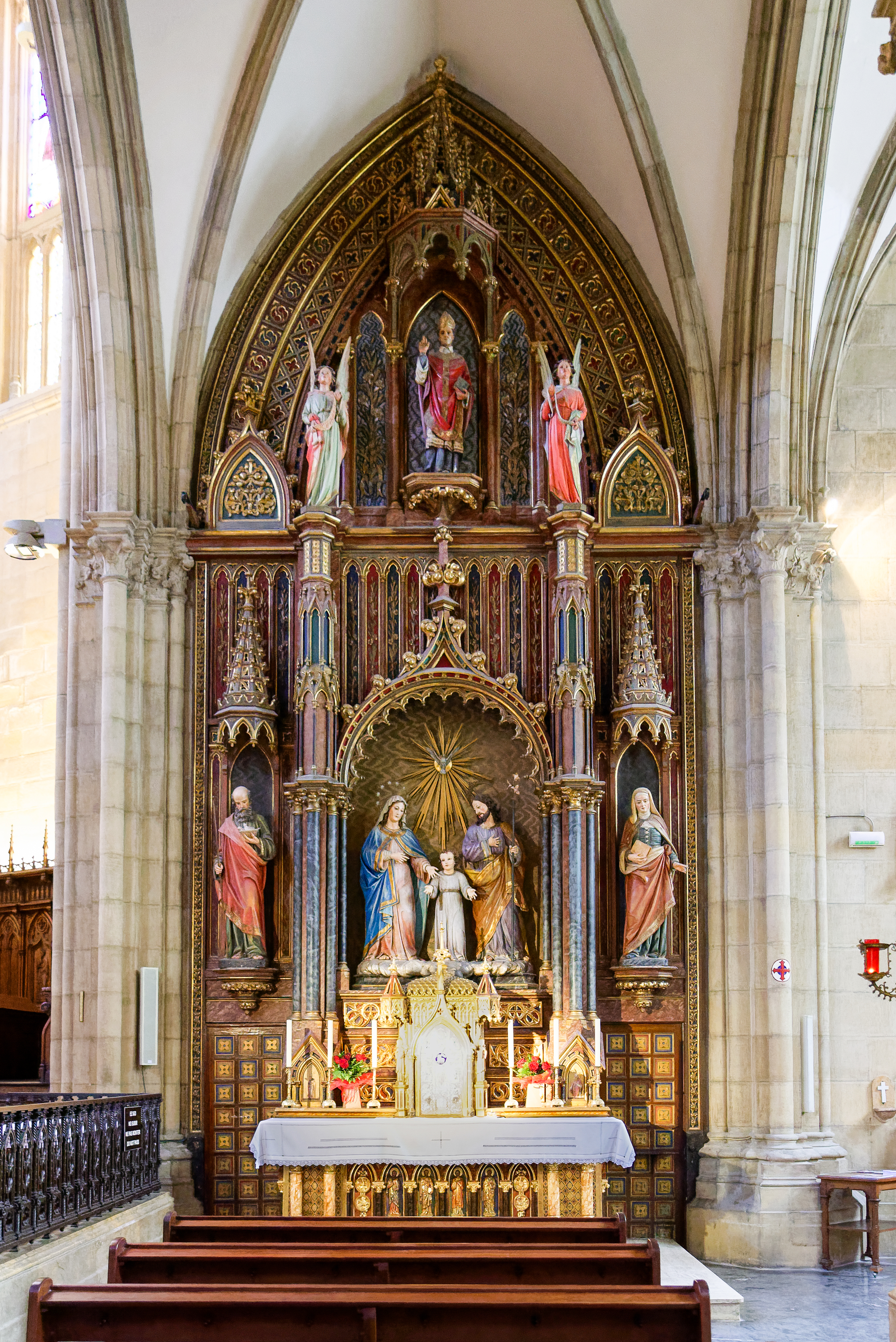
Retable La Sainte Famille.
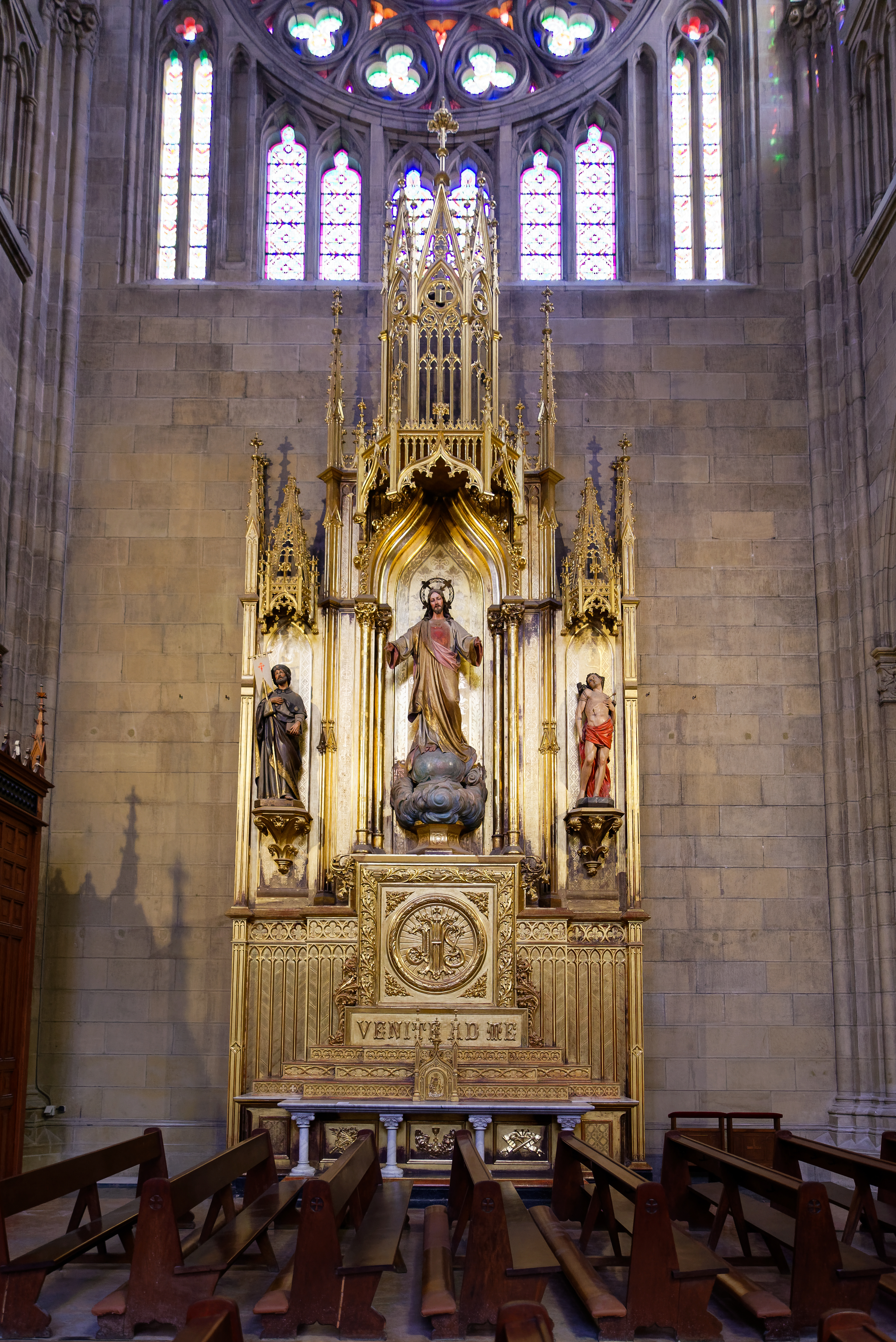
Retable Sacré-Cœur de Jésus.
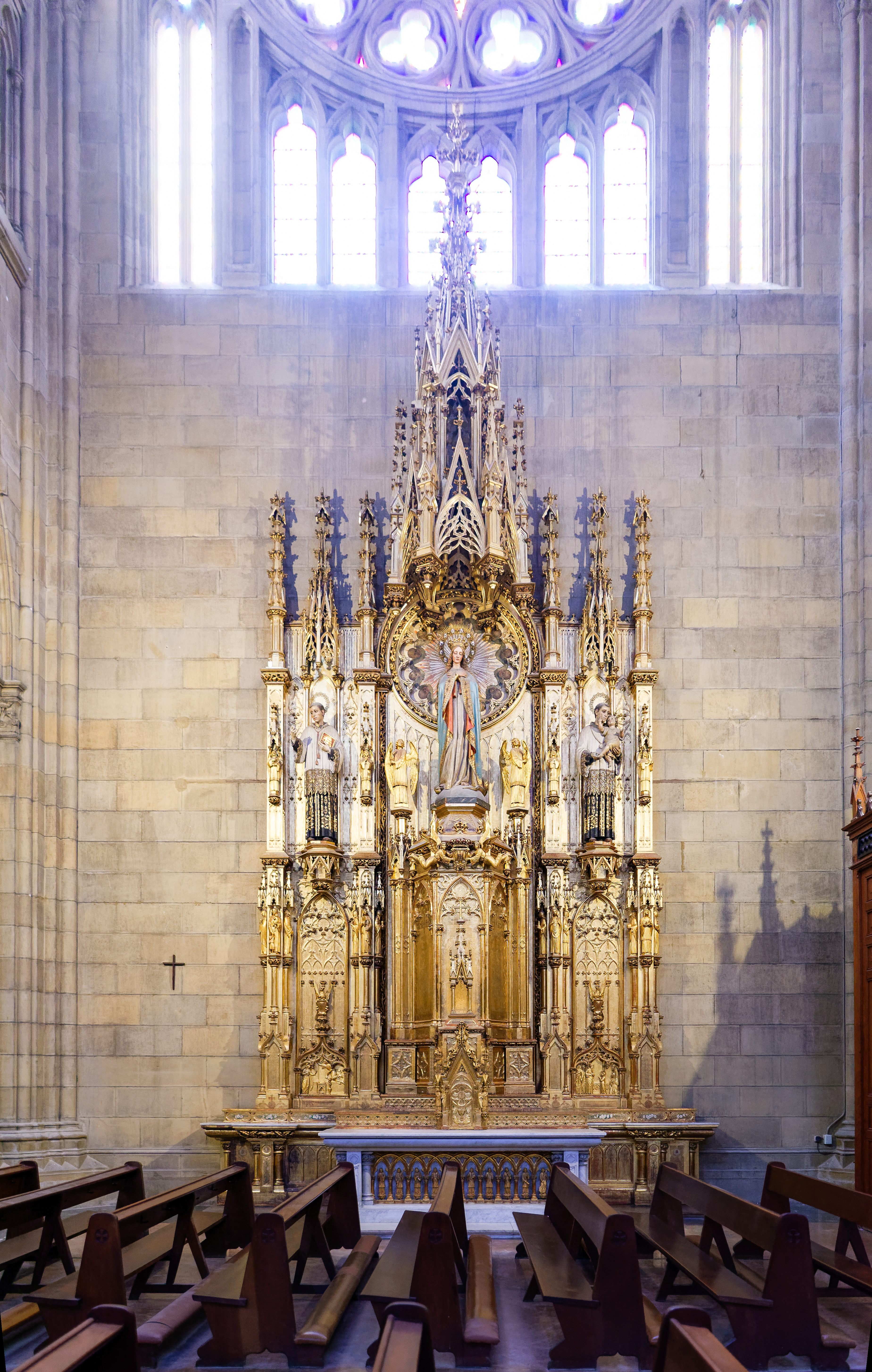
Retable Immaculée conception de Marie.

## Liste des évêques de Saint-Sébastien
- 1950-1963 : Jaime Font y Andreu
- 1963-1968 : Lorenzo Bereciartúa y Balerdi
- 1968-1979 : Jacinto Argaya Goicoechea
- 1979-2000 : José María Setién Alberro
- 2000-2009 : Juan María Uriarte Goiricelaya
- 2009-2021 : José Ignacio Munilla (es)
- 02/2022-12/2022 : Francisco Pérez González (es) (administrateur apostolique, archevêque de Pampelune)
- 12/2022- : Fernando Prado Ayuso (es), C.M.F.